# 도브로미르 제체프
도브르미르 게오르기에프 제체프(불가리아어: Добромир Георгиев Жечев, 1942년 11월 12일 ~ )는 불가리아의 전 축구 선수이다. 그는 고향인 소피아의 두 클럽에서만 선수 경력을 하였다. 제체프는 불가리아 축구 국가대표팀으로 73경기 2골을 기록했다. 또한 1962년 FIFA 월드컵, 1966년 FIFA 월드컵, 1970년 FIFA 월드컵, 1974년 FIFA 월드컵 4번의 월드컵에 출전하였다.